# Museo Postal y Telegráfico
El Museo Postal y Telegráfico es un museo dependiente de Correos de Chile y que se encuentra en el edificio del Correo Central de Santiago, en la Plaza de Armas de la ciudad.

## Historia

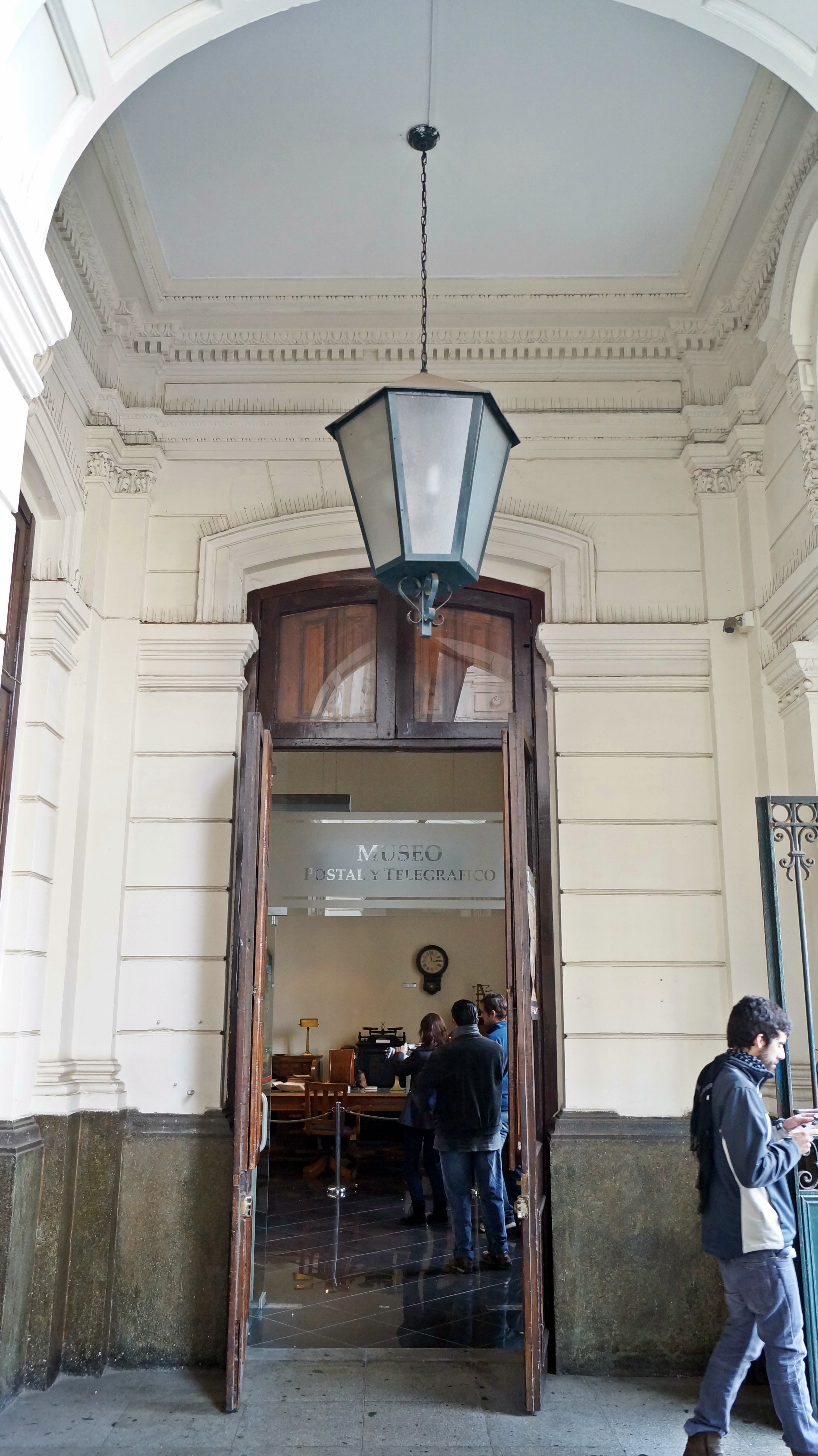
Antigua entrada del Museo Postal y Telegráfico.

Fue creado mediante la Ley 8574 del 21 de noviembre de 1946 gracias a las gestiones del senador Maximiano Errázuriz Valdés —quien presentó el proyecto de ley al Senado el 10 de julio de 1945— y el diputado Raúl Juliet Gómez, quien previamente había desempeñado el cargo de director general de Correos (1939-1943). El decreto 7081 del 17 de diciembre de 1947 contenía el reglamento para la organización del museo, y se determinó la creación de una comisión encargada de clasificar y ordenar las colecciones filatélicas que albergaría; dicha comisión estaba compuesta por Alfredo Bravo Cisternas (funcionario de la Dirección General de Correos y Telégrafos), Claudio Marimón (representante de la Contraloría General de la República de Chile) y Enrique Ballacey Urzúa (representante de la Sociedad Filatélica de Chile).
El primer director del museo fue Alfredo Bravo Cisternas, siendo reemplazado el 27 de enero de 1966 por Alicia Brupbacher Welte, quien desempeñó dicho cargo hasta 1975, siendo reemplazada ese año por Yolanda Concha Pino. Hacia 1984 su colección estaba compuesta por 4600 piezas entre artefactos de uso en las oficinas postales y sellos de Chile y el mundo.
Estuvo ubicado en varios lugares —desde sus inicios y durante varias décadas su sede estuvo en el edificio de la Dirección Nacional de Correos, en el sexto piso de Moneda 1155, y posteriormente en Alameda 980— hasta que en 1987 se instaló en el segundo piso del Correo Central, y en 2004 se trasladó a la planta baja de dicho edificio.

## Salas
En el museo hay 5 salas de exhibición:
- Sala Pedro de Valdivia: en esta sala se encuentra la recreación de una oficina principal de correos ambientada en 1910.
- Sala Postal: en ella se puede apreciar cartas, sobres, sellos y matasellos, y también una colección de buzones de correo, elemento característico del correo.
- Sala Filatélica: destinada a exhibir la colección de sellos postales chilenos que consta de aproximadamente 2.300 unidades.
- Sala Telegráfica: aquí se encuentran aparatos de distintas épocas, desde un transreceptor de 1853 hasta el teletipo que comunicaba Santiago con Punta Arenas mediante ondas radiales entre los años 1960 y 1970.
- Galería Filatélica Colección Temporal: aquí se presentan exposiciones temporales de postales tanto chilenas como extranjeras.